# Dieudonné Monthé
 (juillet 2020).
Pour les articles homonymes, voir Monthé.
Dieudonné Monthé, mort le 15 mai 2020 est un ancien ministre camerounais chargé du plan de stabilisation.

## Biographie
Suivant les sources, Dieudonné Monthé est né en 1943 ou en 1947.

## Carrière et engagement associatif
De 1992 à 1994, Dieudonné Monthé est ministre chargé du Plan de Stabilisation. Il est également premier adjoint au délégué du gouvernement auprès de la Communauté urbaine de Douala et le reste jusqu'en 2020,.
En plus de ses fonctions politiques, Dieudonné Monthé est impliqué dans la mouvement associatif, en particulier dans le domaine du football. Il est président de l'Union sportive de Douala entre 1983 et 1985 et reste jusqu'à sa mort membre du comité des sages du club,.

## Décès et hommage
Dieudonné Monthé meurt d'un AVC le 15 mai 2020. La ville de Douala lui rend hommage le 17 juillet 2020.